# 455
Évszázadok: 4. század – 5. század – 6. század
Évtizedek: 400-as évek – 410-es évek – 420-as évek – 430-as évek – 440-es évek – 450-es évek – 460-as évek – 470-es évek – 480-as évek – 490-es évek – 500-as évek
Évek: 450 – 451 – 452 – 453 –  454 – 455 – 456 – 457 – 458 – 459 – 460

## Események

### Nyugat- és Keletrómai Birodalom
- III. Valentinianus nyugatrómai császárt és Procopius Anthemiust választják consulnak.
- Március 16. - Petronius Maximus, aki részt vett az előző évi összeesküvésben és segített meggyilkolni Flavius Aetiust, mellőzöttsége miatt ráveszi Aetius két hun katonáját, hogy öljék meg III. Valentinianus császárt, valamint riválisát, Heracliust.
- Petronius Maximus másnap császárrá kiáltja ki magát és hogy helyzetét megerősítse, feleségül veszi a vonakodó Licinia Eudoxiát, Valentinianus özvegyét. Felbontja Licinia lányának, Eudociának jegyességét Hunerickel, Geiseric vandál király fiával, hogy saját fiával házasítsa össze a lányt.
- Geiseric bosszúból hadjáratot kezd szervezni Itália ellen. Amikor ennek híre elér Rómába, pánik tör ki és a rómaiak csapatostul menekülnek vidékre. A felfordulásban Petronius Maximus elsodródik testőrségétől és a tömeg meglincseli, megcsonkított holttestét pedig a Tiberisbe dobják.
- Három nappal Petronius halála után, június 2-án a vandálok elérik és megszállják Rómát, majd két héten át fosztogatják, eközben lerombolják épületeit, rabszolgának hurcolják el lakosait. Geiseric foglyul ejti Licinia Eudoxiát és lányait, Placidiát és Eudociát.
- Petronius fővezére, Eparchius Avitus ekkor Tolosában, a vizigótok fővárosában tartózkodik, hogy szövetséget kössön II. Theodorik királlyal. Petronius halálának hírére vizigót támogatással császárrá kiáltja ki magát, majd miután megerősíti helyzetét Galliában, szeptember végére megérkezik Rómába.
- A Vortigern briton király által befogadott Hengist és Horsa behívja a szászokat és házigazdája ellen fordul. Az aylesfordi csatában legyőzik a britonokat (akik Londonba húzódnak vissza) és (mivel Horsa elesett a csatában) Hengist kikiáltja magát Kent királyának.

### India
- Meghal I. Kumaragupta, a Gupta Birodalom királya. Utóda fia, Szkandagupta.

### Korea
- Meghal Piju, Pekcse királya. Utóda legidősebb fia, Kero.

## Halálozások
- március 16. – III. Valentinianus, nyugatrómai császár
- május 31. – Petronius Maximus, nyugatrómai császár
- május 31. – Palladius, trónörökös, Petronius fia
- I. Kumaragupta, a Gupta Birodalom királya
- Piju, Pekcse királya
- Aquitániai Szent Prosper, keresztény író

## Fordítás
- Ez a szócikk részben vagy egészben  a(z)   455 című angol Wikipédia-szócikk ezen változatának fordításán alapul.  Az eredeti cikk szerkesztőit annak laptörténete sorolja fel. Ez a jelzés csupán a megfogalmazás eredetét és a szerzői jogokat jelzi, nem szolgál a cikkben szereplő információk forrásmegjelöléseként.